# Asunción Challenger 2010
L'Asunción Challenger 2010, noto anche come Copa Petrobras Asunción per ragioni di sponsorizzazione, è stato un torneo professionistico di tennis maschile giocato sulla terra rossa, che faceva parte dell'ATP Challenger Tour 2010. Si è giocato ad Asunción in Paraguay dal 12 al 17 ottobre 2010.

## Partecipanti

### Teste di serie
| Nazionalità | Giocatore             | Ranking* | Testa di serie |
| ----------- | --------------------- | -------- | -------------- |
| Italia      | Fabio Fognini         | 65       | 1              |
| Spagna      | Pere Riba             | 80       | 2              |
| Spagna      | Rubén Ramírez Hidalgo | 87       | 3              |
| Argentina   | Brian Dabul           | 91       | 4              |
| Argentina   | Carlos Berlocq        | 92       | 5              |
| Spagna      | Albert Ramos Viñolas  | 117      | 6              |
| Portogallo  | Rui Machado           | 122      | 7              |
| Cile        | Nicolás Massú         | 128      | 8              |

- Ranking al 4 ottobre 2010.

### Altri partecipanti
Giocatori che hanno ricevuto una wild card:
- José Acasuso
- Fabio Fognini
- Diego Galeano
- Daniel-Alejandro Lopez

Giocatori passati dalle qualificazioni:
- Pablo Galdón
- Patricio Heras
- Joaquín-Jesús Monteferrario
- Marco Trungelliti

## Campioni

### Singolare
Rui Machado ha battuto in finale  Ramón Delgado con il punteggio di 6–2, 3–6, 7–5

### Doppio
Fabio Fognini /  Paolo Lorenzi hanno battuto in finale  Carlos Berlocq /  Brian Dabul con il punteggio di 6–3, 6–4